# Opisthoprora
Opisthoprora is een geslacht van vogels uit de familie kolibries (Trochilidae) en de geslachtengroep Lesbiini (komeetkolibries). Er is één soort:
- Opisthoprora euryptera – Wipsnavelkolibrie